# جو دوجلاس
جو دوجلاس (بالإنجليزية: Joe Douglass)‏ هو لاعب كرة قدم أمريكية أمريكي، ولد في 21 يناير 1974 في سايلم في الولايات المتحدة.